# 강화 조약

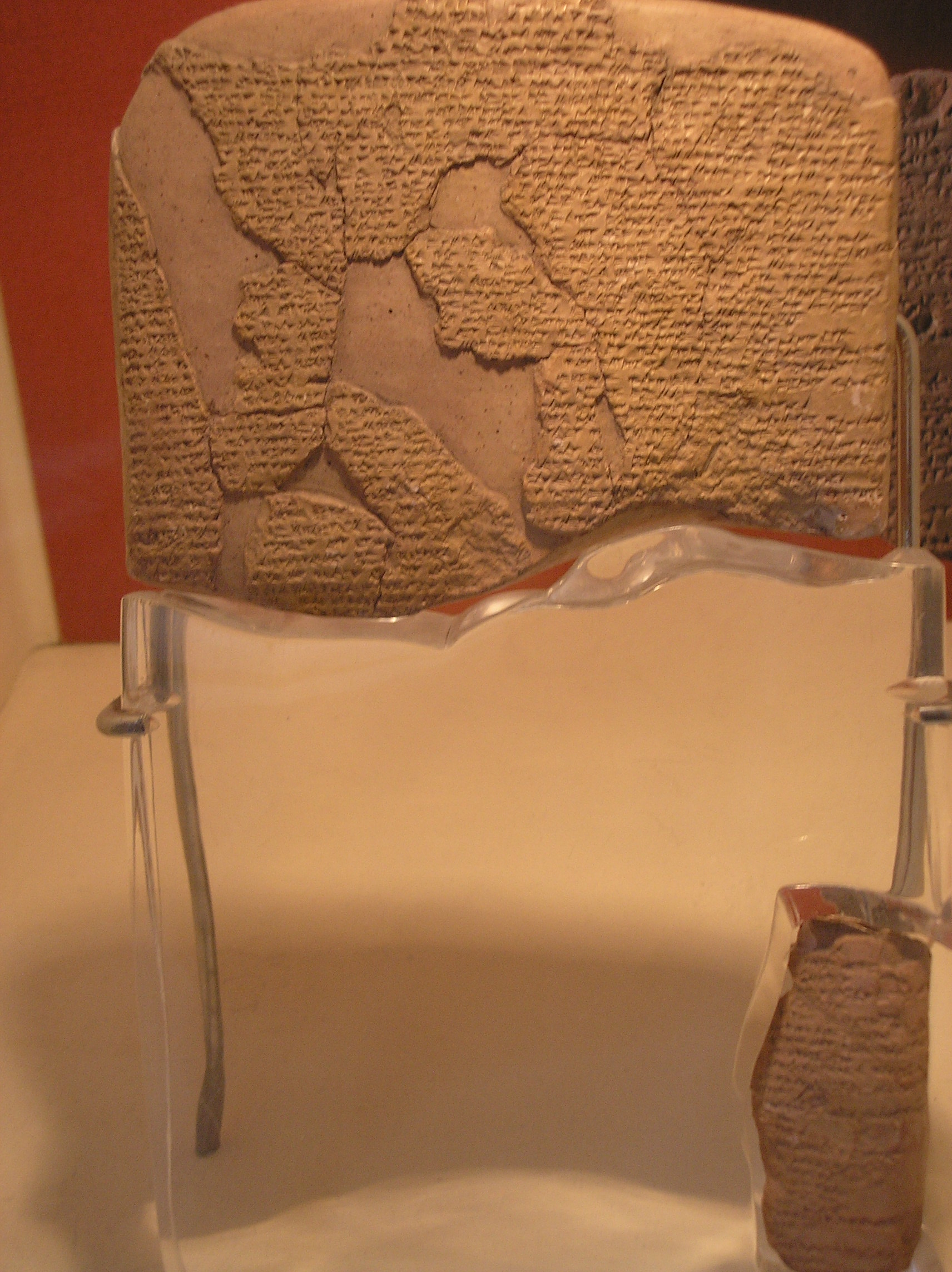

강화 조약(講和條約, 영어: peace treaty)은 전쟁 및 전쟁상태를 종결시켜 최종적으로 평화를 회복시키기 위한 교전국 간의 조약이다. 평화 조약(平和條約), 평화 협정(平和協定)이라고도 한다.

## 구별 개념

### 항복
항복(Surrender)는 교전의 일방이 전쟁의 패배를 인정하고, 무력사용의 중단을 약속하는 것이다.

### 정전 협정
정전 협정(ceasefire)는 교전을 잠시 중단하는 약속이다. 공식적인 전쟁의 종료인 평화 협정은 아니다. 제1차 세계대전 당시, 영국, 프랑스군과 독일군은 크리스마스 하루를 지내기 위해 비공식 정전협정이 구두로 체결되기도 한다. 공식적인 문서로 정전의 약속을 하는 것은 휴전 협정(armistice)이라고 한다.

### 휴전 협정
휴전 협정(Armistice)은 전쟁을 잠시 중단하는 조약이다. 공식적인 전쟁의 종료인 평화 협정은 아니다. 공식적인 문서로 작성된다.

## 평화 조약의 내용
- 국경의 공식적인 확정
- 앞으로 분쟁이 발생할 경우의 분쟁해결절차
- 천연자원에 대한 양측의 접근 방법, 분배 방법
- 전쟁범죄인의 처리 방법
- 난민의 처리 방법
- 남은 부채의 청산
- 소유권 다툼 대상 물권의 청산
- 금지하는 행위의 정의
- 현존 조약의 재적용

위의 내용들이 하나의 평화협정으로 체결되기도 하고, 분리되어 합의된 사안부터 개별적 평화 협정으로 체결되기도 한다.
현대전에서 평화 협정의 체결양식은 전투를 중지하기 위한 정전 협정이 구두로 체결되고, 이에 이어서 평화 회담이 개최되며, 평화 협정(강화 조약)에서 전쟁종료의 확인, 평화의 회복, 영토할양, 배상지불이 결정된다. 제2차 세계 대전 후는 패전국의 항복시에 강화의 기초가 될 중요사항이 결정되어 전승국의 장기점령정책으로 점차 이를 실현하여, 그 후에 평화 협정이 체결되었다. 그러나 전후 2개의 체제의 대립이 격화된 결과 국가와 국가의 문제로서 보다 체제와 체제의 문제로서 취급되는 경우가 많다.

## 유엔의 역할
유엔은 제2차 세계대전 이후 창립 이래 국제 분쟁 문제 해결을 위한 포럼의 역할을 수행해왔다. 전시가 진행되는 동안 국가가 행동을 제한하고 통제하고자하는 여러 국제 협약 및 의무가 수반된다. 이것은 공식적인 전쟁 선언이 종종 시행되지 않는다는 것을 의미한다.

### 유엔 시스템에서 평화 협정
제1차 세계 대전보다 충격적이었던 제2차 세계 대전이 끝난 이래로 UN 시스템이 제정되었고 UN 헌장에서는 군사력 사용 금지를 선언하고 있다.
한편 유엔 헌장은 무력 공격을 겪고있는 나라들에 대해 UN 안전 보장 이사회 결의안에 의한 군대 조치와 자국 방어에 대한 군사행위를 허용한다. 국가에 의한 무력 사용. 유엔 안전 보장 이사회 결의안에 따른 군사적 조치나 불법적인 무장 공격에 대한 자위권 행사만으로 전쟁이 촉발된다.

## 전례

### 베르사유 조약
제1차 세계대전을 공식적으로 끝낸 조약이다. 이 조약에 따라 독일은 거액의 배상금을 전승국에 지불하도록 강제됐지만, 결국 제2차 세계 대전으로 치달았다.

### 베스트팔렌 조약
이 조약은 근대적인 외교 수법의 시초이기도 하고, 근대 국제법의 원조이기도 하고, 근대적인 국민국가 시스템의 개시로도 일컬어진다.

### 대한민국
- 2007년, '한반도 및 동북아 평화와 안전을 위한 프레임워크' 보고서에서 평화 협정이라는 용어가 사용되었다. 이 보고서를 주도한 제임스 굿비는 조약의 경우 미국에서는 상원 3분의 2 이상의 찬성으로 동의를 받아야 하는데, 그것이 어려울 것으로 예상했기에 상원의 동의 절차가 필요없는 협정을 택하게 되었다고 밝혔다.[2]

- 2010년 1월 11일, 북한 외무성은 조선전쟁(6.25전쟁)의 정전 협정을 평화 협정으로 바꾸기 위한 회담을 시작할 것을 정전협정 당사국들에 제의한다고 밝혔다. '정전협정 당사국들'을 구체적으로 밝히지 않았으나, 2009년 12월 스티븐 보스워스 미국 대북정책 특별대표가 북한을 방문했을 때, 북측은 중국과 대한민국이 참여하는 `4자 대화'를 거론한 것으로 알려져 있다.[3]

## 남북평화협정
남한과 북한은 현재 휴전 협정을 체결한 상태인데, 이를 평화 협정으로 바꾸어야 한다는 주장이 있다.
정전 협정은 지난 1953년 7월 27일 판문점에서 마크 클라크 유엔군 총사령관과 김일성 북한군 총사령관, 그리고 펑더화이 중공인민지원군 사령관이 서명해 체결되었다. 국제법상 전시의 정전협정 또는 평화협정 체결은 의회 비준이 없이 군사령관만의 서명으로 발효가 된다.
북한은 남한의 이승만 대통령이 정전협정에 서명하지 않아, 정전협정의 당사자는 미국 뿐이지 남한은 아니라고 주장한다. 그러나 미국은 가장 강력한 화력을 가진 동맹국으로서의 서명을 함과 동시에, 이승만 대통령으로부터 전시작전권을 위임받은 수임인으로서 본인인 이승만 대통령을 대신하는 지위도 겸하여 서명한 것이기 때문에, 대한민국도 정전협정의 당사자이다.

### 긍정설
북한은 미국과의 평화협정을 강력하게 주장하고 있다. 남한은 정전협정 당사자가 아니라서 평화협정 대상도 아니라고 한다.

### 부정설
남한의 일부 시민단체들은 북한의 평화협정 주장에 불응하고 있다.

### 무용론
남북한은 이미 1972년 남북최초회담에서 평화협정을 체결하였다. 74선언이다. 평화협정은 무슨 특별한 조약이 아니라, 상호불가침조약을 말한다. 74선언에서 남북한은 분단이래 최초로 불가침조약을 체결했다. 조약은 아니라 신사협정이라고 하지만, 그 둘의 차이에 큰 의미가 있는 것은 아니다.
따라서, 1972년 남북최초회담으로 남북한은 국경선이 확정되었으며, 불가침조약을 체결하여서, 이미 평화협정이 체결된 지 40년이 넘었다. 정전협정이나 평화협정이나 실제 불가침이 중요한 것이지, 문서를 아무리 작성해도 실제로 군사도발을 계속한다면, 무슨 조약으로도 큰 의미는 없다.
74선언 제2조에서 "쌍방은 북과남 사이의 긴장상태를 완화하고 신뢰의 분위기를 조성하기 위하여 서로 상대방을 중상 비방하지 않으며 크고 작은 것을 막론하고 무장도발을 하지 않으며 불의의 군사적 충돌사건을 방지하기 위한 적극적인 조치를 취하기로 합의하였다."고 명시했다.

## 같이 보기
- 휴전협정
- 정전협정
- 북미평화협정
- 한국 군사 정전에 관한 협정

## 참고 문헌
- 외교부-한반도평화체제
- 위키문헌-한국전쟁 정전협정문